# Kampf in den Wolken
Kampf in den Wolken (Originaltitel: A Guy Named Joe) ist ein amerikanischer Kriegsfilm mit Spencer Tracy und Irene Dunne unter der Regie von Victor Fleming aus dem Jahr 1943. In Deutschland wurde der Film erstmals am 1. Januar 1997 im Fernsehen gezeigt.

## Handlung
Der amerikanische Bomberpilot Pete Sandridge ist in England stationiert. Seine Flugkünste sind auf dem Stützpunkt bereits legendär. Ohne Rücksicht auf die eigene Sicherheit fliegt Pete einen erfolgreichen Angriff nach dem anderen. Seine Freundin, die Pilotin Dorinda Durston, steht ihm zur Seite, auch wenn sie heimlich Angst um sein Leben hat. Nach einem besonders gefährlichen Einsatz wird Pete von seinem Kommandanten auf einen anderen Stützpunkt verlegt, wo er seine Zeit mit harmlosen Aufgaben vertut. Dorinda, die immer noch hofft, dass Pete sie endlich heiratet, hat eines Tages eine böse Vorahnung über Petes weiteres Schicksal. Sie versucht vergeblich, ihn während eines Besuchs zu warnen. Ihre inständigen Bitten, als Fluglehrer mit ihr gemeinsam in die USA zurückzukehren, lehnt Pete zunächst brüsk ab. Am Ende erkennt Pete jedoch, wie sehr Dorinda ihn liebt, und er willigt ein, ihr zu folgen. Kurze Zeit später wird Pete zu einem Routineeinsatz beordert, der jedoch schiefgeht. Pete opfert sein Leben für die Kameraden, nur um kurze Zeit später in einer Art Zwischenwelt zu landen. Während Dorinda von Petes Tod im Einsatz erfährt, wird diesem von einem Wesen namens Der General seine eigenartige Situation erläutert: Er ist zwar gestorben, doch seine Seele wird als Schutzengel für den jungen Piloten Ted Randall tätig sein. Ted, der Sohn eines millionenschweren Bankiers, wird dank der Unterstützung von Pete zu einem wahren Ass. Eines Tages, nach einem erfolgreichen Feindflug, lernt Ted in einer Bar Dorinda kennen, die bislang nicht über den Tod von Pete hinweggekommen ist. Ted flirtet mit ihr und allmählich lässt sich Dorinda auf eine Beziehung ein. Unmittelbar nach seiner Beförderung zum Captain macht Ted ihr einen Antrag, den Dorinda zu Petes Unmut annimmt. Erst allmählich erkennt Pete, dass er Dorinda loslassen muss. Er erscheint ihr im Traum und bittet sie, Ted zu heiraten. Die junge Frau gerät in tiefe Gewissensnöte. Erst als Pete ihr enthüllt, wie gefährlich die Mission von Ted sein wird, fasst sie eine Entscheidung: Sie will sich für Ted opfern und fliegt mit der Unterstützung von Pete zum Zielort. Gemeinsam erledigen sie die Aufgabe und im Landeanflug auf den Stützpunkt gibt Pete Dorinda endgültig frei. Dorinda und Ted fallen sich in die Arme, während Pete zu seinem nächsten Schutzbefohlenen geht.

## Hintergrund
Irene Dunne war Anfang 1943 einer der höchstbezahlten weiblichen Stars und hatte gerade einen nicht-exklusiven Vertrag bei MGM unterschrieben. Nach einigem Hin und Her in Bezug auf das passende Drehbuch entschied sich Dunne schließlich, an der Seite von Spencer Tracy in A Guy Named Joe aufzutreten. Die ungewöhnliche Geschichte um zwei Bomberpiloten, von denen der eine mehr oder wenig tot ist und die dieselbe Frau lieben, nimmt Anleihen bei Here Comes Mr. Jordan, Outward Bound und Topper – Das blonde Gespenst. In diesen Filmen existiert ein Charakter nach seinem körperlichen Tod in einer Art von Zwischenreich weiter und beeinflusst das Dasein der Lebenden. Für Irene Dunne, die für ihre perfekten Umgangsformen und vornehme Haltung bekannt war, erwies sich die Zusammenarbeit mit Spencer Tracy als Alptraum. Der Schauspieler, der mit dem Regisseur Victor Fleming nach vier vorangegangenen gemeinsamen Filmen gut bekannt war, ließ keine Gelegenheit aus, Irene Dunne zu demütigen und teilweise vor der gesamten Crew schlecht zu behandeln. Er verabscheute Dunnes Auftreten und hielt es für geziertes Gehabe. Erst durch einen dramatischen Zwischenfall während der Dreharbeiten war Tracy gezwungen, gegenüber Dunne einen zivilisierteren Umgang zu wählen.
Der Film bot Van Johnson nach etlichen Nebenrollen seine Gelegenheit zum Durchbruch in Richtung eines etablierten Stars. Kurz nach Beginn der Dreharbeiten verunglückte der Schauspieler allerdings so schwer bei einem Verkehrsunfall, dass er fast an den Folgen starb. Das Studio wollte Johnson möglichst rasch mit einem anderen Schauspieler ersetzen und seine Szenen nachdrehen. Tracy erreichte schließlich, dass das Studio die Dreharbeiten für einige Monate unterbrach, bis Van Johnson wieder genesen war. Gleichzeitig nutzten Tracy und Dunne die Gelegenheit, etliche gemeinsame Szenen erneut zu drehen, die wegen der starken persönlichen Abneigung, die beide Schauspieler nicht verbergen konnten, mehr oder weniger unbrauchbar waren. Am Ende zahlte Irene Dunne einen hohen Preis für das Entgegenkommen: Die Verzögerungen im Drehplan führten dazu, dass die Schauspielerin am Ende parallel an A Guy Named Joe und ihrem Folgeprojekt The White Cliffs of Dover arbeiten musste. Trotz der erschwerten Bedingungen zählte Irene Dunne die Rolle in A Guy Named Joe zu ihren Lieblingsfilmen. Sie kam so gut mit Johnson, der 18 Jahre jünger war als sie, zurecht, dass sie ihm eine Nebenrolle in The White Cliffs of Dover besorgte, in dem er ebenfalls ihren Liebhaber spielte.
In einer kurzen Nebenrolle ist Esther Williams zu sehen, die das Studio mit viel Bedacht zum Star aufbaute. Sie hatte ihren Durchbruch Mitte 1944 in Badende Venus an der Seite von Red Skelton. Sie trat in mehreren Filme mit Van Johnson aus, so in Flitterwochen zu dritt und Easy to Wed. Das ursprüngliche Drehbuch sah den Tod von Dorinda im Feindeinsatz vor. Da die Fassung jedoch den Tod als bewusste Selbstaufopferung der Pilotin andeutete, verlangte die Zensurbehörde, die jede Glorifizierung von Selbsttötungen kategorisch ablehnte, eine Änderung.
Steven Spielberg drehte mit Always – Der Feuerengel von Montana und Richard Dreyfuss, Holly Hunter sowie Audrey Hepburn eine Neuverfilmung.

## Auszeichnungen
Der Film ging in die Oscarverleihung 1945 mit einer Nominierung in der Kategorie
- Beste Originalgeschichte – David Boehm und Chandler Sprague

## Kinoauswertung
Mit Produktionskosten von 2.627.000 US-Dollar hatte der Film im Vergleich zum Studiodurchschnitt ein deutlich erhöhtes Budget. Er war an der Kinokasse sehr erfolgreich und spielte in den USA am Ende 3.970.000 US-Dollar ein, zu denen weitere 1.393.000 von den Auslandsmärkten kamen. Bei einem kumulierten Gesamtergebnis von 5.363.000 US-Dollar konnte das Studio am Ende einen hohen Gewinn in Höhe von 1.066.000 US-Dollar realisieren.

## Verwendete Quellen
- James Robert Parish: The RKO-Girls
- Turner Classic Movies